# 阿努奥卢瓦波·朱翁·奥佩约里
阿努奥卢瓦波·朱翁·奥佩约里（英語：Anuoluwapo Juwon Opeyori，1997年6月1日—），尼日利亞男子羽毛球運動員。

## 簡歷
2017年7月，阿努奥卢瓦波·朱翁·奥佩约里出戰科特迪瓦羽毛球國際賽，贏得男子單打比賽冠軍。同月，他又在拉各斯羽毛球國際挑戰賽，與戈德温·奥洛夫亚合作拿得男子雙打比賽亞軍。
2018年6月，阿努奥卢瓦波·朱翁·奥佩约里出戰科特迪瓦羽毛球國際賽，與戈德温·奥洛夫亚合作贏得男子雙打比賽冠軍。

## 主要比賽成績
只列出曾進入準決賽的國際賽事成績：
| 年份   | 賽事                         | 公開賽級別 | 項目     | 搭檔                   | 成績   |
| ------ | ---------------------------- | ---------- | -------- | ---------------------- | ------ |
| 2017年 | 科特迪瓦羽毛球國際賽         | 未來系列賽 | 男子單打 | －                     | 冠軍   |
| 2017年 | 貝寧羽毛球國際賽             | 未來系列賽 | 男子單打 | －                     | 準決賽 |
| 2017年 | 拉各斯羽毛球國際挑戰賽       | 國際挑戰賽 | 男子雙打 | 戈德温·奥洛夫亚        | 亞軍   |
| 2018年 | 全非洲羽毛球男女子團體錦標賽 | 其他       | 男子團體 | －                     | 亞軍   |
| 2018年 | 科特迪瓦羽毛球國際賽         | 國際系列賽 | 男子單打 | －                     | 準決賽 |
| 2018年 | 科特迪瓦羽毛球國際賽         | 國際系列賽 | 男子雙打 | 戈德温·奥洛夫亚        | 冠軍   |
| 2018年 | 贊比亞羽毛球國際賽           | 未來系列賽 | 男子單打 | －                     | 亞軍   |
| 2018年 | 贊比亞羽毛球國際賽           | 未來系列賽 | 男子雙打 | 戈德温·奥洛夫亚        | 亞軍   |
| 2018年 | 贊比亞羽毛球國際賽           | 未來系列賽 | 混合雙打 | 多卡斯·阿乔克·艾德索康 | 冠軍   |
| 2019年 | 烏干達羽毛球國際賽           | 國際系列賽 | 男子雙打 | 戈德温·奥洛夫亚        | 冠軍   |
| 2019年 | 肯亞羽毛球國際賽             | 未來系列賽 | 男子雙打 | 戈德温·奥洛夫亚        | 準決賽 |
| 2019年 | 全非羽毛球錦標賽             | 其他       | 男子單打 | －                     | 冠軍   |
| 2019年 | 全非羽毛球錦標賽             | 其他       | 男子雙打 | 戈德温·奥洛夫亚        | 季軍   |
| 2019年 | 毛里裘斯羽毛球國際賽         | 國際系列賽 | 男子雙打 | 戈德温·奥洛夫亚        | 準決賽 |
| 2019年 | 貝寧羽毛球國際賽             | 國際系列賽 | 男子雙打 | 戈德溫·奧洛夫亞        | 冠軍   |
| 2019年 | 科特迪瓦羽毛球國際賽         | 國際系列賽 | 男子雙打 | 戈德温·奥洛夫亚        | 亞軍   |
| 2019年 | 加納羽毛球國際賽             | 國際系列賽 | 男子雙打 | 戈德温·奥洛夫亚        | 亞軍   |
| 2019年 | 拉各斯羽毛球國際經典賽       | 國際挑戰賽 | 男子雙打 | 戈德温·奥洛夫亚        | 準決賽 |
| 2019年 | 非洲運動會羽毛球比賽         | 其他       | 混合團體 | －                     | 金牌   |
| 2019年 | 非洲運動會羽毛球比賽         | 其他       | 男子單打 | －                     | 金牌   |
| 2019年 | 非洲運動會羽毛球比賽         | 其他       | 男子雙打 | 戈德溫·奧洛夫亞        | 銀牌   |
| 2019年 | 埃及羽毛球國際賽             | 國際系列賽 | 男子雙打 | 戈德温·奥洛夫亚        | 準決賽 |
| 2019年 | 阿爾及利亞羽毛球國際賽       | 國際系列賽 | 男子雙打 | 戈德温·奥洛夫亚        | 準決賽 |
| 2019年 | 喀麥隆羽毛球國際賽           | 國際系列賽 | 男子雙打 | 戈德温·奥洛夫亚        | 冠軍   |
| 2020年 | 全非羽毛球錦標賽             | 其他       | 男子單打 | －                     | 亞軍   |
| 2020年 | 全非羽毛球錦標賽             | 其他       | 男子雙打 | 戈德溫·奧洛夫亞        | 季軍   |
| 2020年 | 烏干達羽毛球國際賽           | 國際系列賽 | 男子雙打 | 戈德溫·奧洛夫亞        | 亞軍   |
| 2020年 | 肯亞羽毛球國際賽             | 未來系列賽 | 男子單打 | －                     | 亞軍   |
| 2020年 | 肯亞羽毛球國際賽             | 未來系列賽 | 男子雙打 | 戈德溫·奧洛夫亞        | 亞軍   |
| 2022年 | 全非羽毛球錦標賽             | 其他       | 男子單打 | －                     | 冠軍   |
| 2022年 | 贊比亞羽毛球國際賽           | 未來系列賽 | 男子單打 | －                     | 亞軍   |
| 2022年 | 博茨瓦納羽毛球國際賽         | 未來系列賽 | 男子單打 | －                     | 準決賽 |
| 2023年 | 全非羽毛球錦標賽             | 其他       | 男子單打 | －                     | 冠軍   |
| 2024年 | 全非洲羽毛球男女子團體錦標賽 | 其他       | 男子團體 | －                     | 亞軍   |
| 2024年 | 全非羽毛球錦標賽             | 其他       | 男子單打 | －                     | 冠軍   |
| 2024年 | 烏干達羽毛球國際挑戰賽       | 國際挑戰賽 | 男子單打 | －                     | 準決賽 |
| 2024年 | 非洲運動會羽毛球比賽         | 其他       | 男子單打 | －                     | 金牌   |
| 2024年 | 非洲運動會羽毛球比賽         | 其他       | 男子雙打 | 戈德温·奥洛夫亚        | 銀牌   |
| 2025年 | 全非羽毛球錦標賽             | 其他       | 男子單打 | －                     | 冠軍   |

| 2007-2017年 | 首要超級賽 | 超級賽 | 黃金大獎賽 | 大獎賽 | 國際挑戰賽 | 國際系列賽 | 未來系列賽 | 其他 |

| 2018-2026年 | 總決賽 | 超級1000賽 | 超級750賽 | 超級500賽 | 超級300賽 | 超級100賽 | 國際挑戰賽 | 國際系列賽 | 未來系列賽 | 其他 |

### 奧運會和世錦賽參賽紀錄
|          | 拍檔            | 2020       | 2021 | 2022  | 2023 | 2024       |
| -------- | --------------- | ---------- | ---- | ----- | ---- | ---------- |
| 男子單打 | 不適用          | －         | 64強 | 64強1 | 64強 | 小組第三名 |
|          |                 |            |      |       |      |            |
| 男子雙打 | 戈德温·奥洛夫亚 | 小組第四名 | 48强 | －    | －   | －         |

- ^  注解1：退賽